# Anthem for the Underdog
Anthem for the Underdog es el tercer álbum de estudio de la banda de rock 12 Stones lanzado el 14 de agosto de 2007. El tema "Broken Road" fue coescrito con el ganador del concurso American Idol el cantante Chris Daughtry. El álbum debuta en la Billboard 200 con el número 53 y, hasta febrero de 2009 había vendido 498 523 copias en los Estados Unidos siendo certificado como disco de oro por la RIAA.

## Lista de canciones
| N.º | Título                    | Duración |  |
| 1.  | «Anthem For The Underdog» | 3:04     |  |
| 2.  | «Lie To Me»               | 3:39     |  |
| 3.  | «Broken Road»             | 4:00     |  |
| 4.  | «Adrenaline»              | 3:21     |  |
| 5.  | «It Was You»              | 3:33     |  |
| 6.  | «This Dark Day»           | 3:22     |  |
| 7.  | «World So Cold»           | 3:55     |  |
| 8.  | «Arms Of A Stranger»      | 3:16     |  |
| 9.  | «Hey Love»                | 3:53     |  |
| 10. | «Games You Play»          | 2:57     |  |
| 11. | «Lie To Me (Acoustic)»    | 3:50     |  |

### Pistas adicionales
1. "Once in a Lifetime" - 3:51 (Exclusive to iTunes)
2. "It Was You" (acoustic) - 3:28 (Exclusive to Wal-Mart Music Downloads)

### Canción no lanzada
- "If I Could" - 3:50

### Sencillos
| # | Canción                   | Billboard Hot 100 | Modern Rock Tracks chart | U.S. Mainstream Rock |
| - | ------------------------- | ----------------- | ------------------------ | -------------------- |
| 1 | "Lie to Me"               | -                 | -                        | #24                  |
| 2 | "Anthem for the Underdog" | -                 | -                        | #26                  |
| 3 | "Adrenaline"              | -                 | -                        | #23                  |
| 4 | "It Was You"              | -                 | -                        | -                    |